# Operationeel directeur
Een operationeel directeur, vaak aangeduid als COO (chief operating officer), is binnen een bedrijf of organisatie lid van het managementteam (directiecomité of Executive Comittee, op 'C-level' of 'CXO-level'), verantwoordelijk voor het dagelijks operationeel beleid.  De operationeel directeur rapporteert rechtstreeks aan de gedelegeerd bestuurder of CEO. In een industriële omgeving is de COO veelal de 'nummer twee' in de onderneming. ==
Daar waar andere verantwoordelijke functies in een bedrijf, zoals de financieel directeur, de commercieel directeur of ICT-directeur, veelal een duidelijke taakafbakening kennen die over bedrijven en organisaties heen gelijkwaardig is, is de taak van de COO minder eenduidig en vaak meer divers. De COO is steeds verantwoordelijk voor de operationele basisprocessen binnen een onderneming (productie, verwerking gegevens). Dit wordt vaak aangevuld met een verantwoordelijkheid voor ondersteunende processen binnen een onderneming zoals facilitair management.